# Lambrey
Lambrey è un comune francese di 86 abitanti situato nel dipartimento dell'Alta Saona nella regione della Borgogna-Franca Contea.

## Società

### Evoluzione demografica
Abitanti censiti